# ISO 3166-2:AW
ISO 3166-2:AW是阿魯巴在标准ISO 3166-2中的条目。ISO 3166-2为国际标准化组织（ISO）制定的标准ISO 3166的一部分，它定义了标准ISO 3166-1中所有国家主要行政区（如：省或州）的代码。
目前对于阿魯巴，ISO 3166-2未分配代码。
作为荷兰领土，阿魯巴被分配 ISO 3166-1二位字母代码 AW；并作为荷兰的一部分，分配 ISO 3166-2 代码 NL-AW。